# Минейко, Зыгмунт
Зы́гмунт Мине́йко (пол. Zygmunt Mineyko, греч. Ζίγκμουντ Μινέικο, бел. Зыгмунт Мінейка; 1840, Балванишки, Ошмянский уезд, Российская империя (ныне Зелёный Бор, Ошмянский район, Гродненская область, Беларусь) — 27 декабря 1925, Афины, Королевство Греция) — шляхтич, руководитель польского восстания 1863 года в Ошмянском повете, инженер. Почётный гражданин Греции.
Зыгмунт Минейко родился в шляхетской семье, учился в виленской гимназии и в Николаевском инженерном училище в Санкт-Петербурге. После присоединения к подпольному польскому движению бежал из Российской империи, опасаясь ареста. Участвовал в деятельности Польской военной школы в Генуе. Изначально принял участие в восстании 1863 года в отряде Мариана Лангевича, впоследствии создал собственный отряд, разбитый в первом же бою. Был схвачен и приговорён к повешению, позднее заменённому на каторжные работы. Под чужим именем бежал из Сибири и покинул Российскую империю. После завершения учёбы во Франции долгие годы работал инженером в Османской империи, впоследствии осел в Греции, где получил почётное гражданство. В старости несколько раз посетил родину. Был удостоен почётных званий и наград Греции и Польши.
Зыгмунт Минейко — родственник трёх премьер-министров Греции из семьи Папандреу: он приходился тестем Георгиосу-старшему, был дедом Андреаса и прадедом Георгиоса-младшего.

## Биография

### Происхождение
Родился в 1840 году в семейном имении Балванишки Ошмянского уезда Российской империи (ныне деревня Зелёный Бор Ошмянского района Гродненской области) в шляхетской семье. Сын участника Ноябрьского восстания Станислава Ежи Минейко (ум. 1856) герба Гоздава и Цецилии, урождённой Хщонович (ум. 1900). По утверждению последнего владельца имения в Балванишках (этого человека тоже звали Зыгмунт Минейко), родословная семьи начинается во времена Великого княжества Литовского, а представитель рода Минейко участвовал в подписании Городельской унии 1413 года между Королевством Польским и Великим княжеством Литовским.

### Юность
В 1852—1858 годах Зыгмунт учился в гимназии в Вильно (в те же годы учеником гимназии был Франтишек Богушевич, впоследствии белорусский поэт), а после её окончания поступил в Николаевское инженерное училище в Санкт-Петербурге, однако в 1861 году вернулся домой, где принял участие в польских манифестациях и агитации среди крестьян. В частности, Минейко, переодевшись в крестьянскую одежду, распространял белорусское анонимное сатирическое произведение «Разговор старого деда». Спасаясь от ареста, Зыгмунт покинул Российскую империю и прибыл в Геную, где поступил в Польскую военную школу, основанную Джузеппе Гарибальди. Позднее Минейко читал там лекции о военных укреплениях.

### Январское восстание
После начала восстания 1863 года Зыгмунт присоединился к нему в отряде Мариана Лангевича и принял участие в боях под Хробжем и Гроховиско. После распада отряда Лангевича Минейко был арестован австрийскими властями, но вскоре бежал из краковской тюрьмы и через Пруссию вернулся на родину. На Ошмянщине Зыгмунт возглавил отряд из 28 повстанцев. Однако российские войска разбили его отряд в первом же бою у деревни Расолишки (ныне в Ивьевском районе Гродненской области) 15 июня 1863 года. Минейко уцелел и укрылся у лесника, но тот выдал его властям. Военный суд вынес Зыгмунту Минейко смертный приговор, приговорив его к повешению.

### Ссылка. Побег
Мать Зыгмунта Цецилия при посредничестве генерала Тотлебена, приходившегося семье Минейко родственником, безуспешно обращалась к российской императрице с просьбой смягчить приговор сыну. Не получив ответа, Цецилия за 9 тысяч рублей подкупила генералов Муравьёва и Веселитского, и смертный приговор Зыгмунту был заменён 12 годами каторги на Нерчинских рудниках в Сибири. Пока Минейко был в тюремной больнице, её посетил будущий канцлер Германской империи Отто фон Бисмарк, проверявший условия содержания заключённых в Российской империи.
По дороге Минейко выдал себя за умершего друга по фамилии Струмилло, который был приговорён лишь к вольному поселению. Благодаря этой хитрости Зыгмунт не прибыл на рудники, а остался в Томске, где разбогател. Вместе с друзьями Вашкевичем и доктором Окинчицем тайно покинул город и направился в Санкт-Петербург, откуда, получив заграничный паспорт на имя графа фон Меберта, бежал в Западную Европу.

### Франция
После нескольких месяцев жизни в Голландии Минейко переехал в Париж. По некоторым данным, он добился встречи с Наполеоном III и рассказал французскому императору о встреченных на каторге французах — участниках Январского восстания, перечислив их имена. Во время визита Александра II во Францию Наполеон III напомнил ему о своих соотечественниках. Русский царь, получив список с именами, не мог отрицать наличие французских заключённых и вынужден был освободить их. Французское правительство в благодарность за усилия Минейко по их освобождению позволило ему бесплатно учиться в парижской Военной школе.
Впрочем, сам Минейко в мемуарах не упоминает аудиенцию у Наполеона III, а лишь сообщает, что передал список французов высокопоставленному полицейскому чиновнику Габуру и что в Военную школу он поступил после сдачи экзамена, претендуя наряду с ещё двумя поляками на специально выделенное в Школе место для польских эмигрантов. Получив инженерное образование, Зыгмунт отказался вступить в Иностранный легион и воевать в Алжире, но принял участие на стороне Франции во франко-прусской войне.

### Османская империя. Переезд в Грецию
Минейко прожил в Османской империи 20 лет. Будучи инженером, он принимал участие в строительстве железных дорог, мостов и каналов в Болгарии, Фракии, Фессалии и Эпире. В 1874 году Зыгмунт женился на гречанке Прозерпине Манарис. В 1878 году он совершил археологическую находку, открыв храм Зевса в Додоне, а в 1880 году составил этнографическую карту Эпира. В 1888 году Зыгмунт в Яссах (Румыния) встретился с матерью, братом Евстафием и сестрой Розалией. В 1891 году Минейко, его жена и их дети переехали в Афины. Впоследствии он участвовал в греко-турецкой войне 1897 года.
В 1910 году по решению Парламента Греции Зыгмунт Минейко получил почётное гражданство этой страны. План Минейко по захвату турецкой крепости Янина был успешно осуществлён Грецией в 1913 году во время Первой Балканской войны. Изначально план приписывался королю Греции Константину I. Истинное авторство плана стало известно только после изгнания короля — в результате судебного процесса благодаря усилиям журналов «Патрис» и «Неа Эллас». За вклад в победу в Первой Балканской войне Минейко стал офицером золотого креста Ордена Спасителя.
Во время Первой мировой войны Минейко симпатизировал Антанте, Элефтериосу Венизелосу и своему зятю Георгиосу Папандреу, выступая против прогерманских взглядов короля Константина I и его сторонников. Сыновья Зыгмунта Станислав и Казимир Минейко помогали Венизелосу и Папандреу в борьбе с королём. Из-за своих взглядов в 1921 году Георгиос Папандреу и Станислав Минейко ненадолго лишились свободы.
Помимо военных и археологических работ, Минейко участвовал в строительстве и восстановлении олимпийских объектов Греции (в том числе Мраморного стадиона в Афинах) и писал репортажи с I Олимпийских игр (1896) в польские газеты Czas и Dziennik Polski.

### Визиты на родину. Последние годы и смерть
Впервые после восстания 1863 года Минейко посетил родные места в 1911 году при посредничестве греческой королевы Ольги. Земляки оказали ему тёплый приём, но вскоре Зыгмунт вернулся в Грецию, опасаясь ареста царскими властями. Покинув в 1917 года Министерство общественных работ Греции, он начал писать мемуары. В 1922 и 1923 годах Минейко посетил Польшу. В 1922 году он встретился с маршалом Пилсудским, получил серебряный крест ордена Virtuti Militari V класса и передал университету Стефана Батория в Вильно богатую нумизматическую коллекцию, а Ягеллонской библиотеке в Кракове — 50 томов своих рукописей. Во время визита 1923 года Минейко получил польское звание полковника-ветерана и Крест Храбрых, а также стал почётным доктором Львовского университета имени Яна Казимира. В последние годы жизни Зыгмунт думал о переезде на родину и об организации польской археологической экспедиции в Грецию, но умер в Афинах 27 декабря 1925 года, не осуществив эти замыслы.

## Личная жизнь

### Семья
У родителей Зыгмунта Минейко было, кроме него, четверо детей:
- Альбертина (1837 — ?), жена полковника Александра Тыдмана, происходившего из знатного курляндского рода.
- Евстафий[тарашк.] (1838 — ?), за участие в восстании 1863 года приговорён к 12 годам каторги в Пензенской губернии. Отбыв срок, вернулся в Балванишки.
- Юлия, покончила с собой в 17-летнем возрасте.
- Розалия, была невестой Струмилло, брата человека, за которого Зыгмунт выдавал себя перед побегом. После самоубийства жениха в день их свадьбы Розалия долго не выходила замуж, впоследствии стала женой Засимовского. Убита немцами в Первую мировую войну во время бегства из Засимово в Минск[23].

Жена — Прозерпина Минейко (добрачная фамилия Манарис). Дети:
- Станислав (1875—1924), доктор медицины, служил в греческой армии.
- Андромаха (1877[24]—1939), замужем за Каролем Потоцким (1869[6] или 1867—1937[24]).
- София[греч.] (1883—1981), первая жена греческого политика Георгиоса Папандреу (1888—1968), впоследствии премьер-министра Греции (1944—1945, 1963, 1964—1965). Их сын Андреас (1919—1996) был премьер-министром страны (1981—1989, 1993—1996), как и его сын Георгиос-младший (род. 1952, премьер-министр Греции в 2009—2011).
- Ядвига (1886—1932), замужем за князем Станиславом Яблоновским (1879—1921).
- Эвтимиос Казимир (1893 — ?), президент Греческо-польской торговой палаты в Афинах.
- Цецилия, замужем за профессором Вашингтонского университета Джоном Вильгельмом Квинном. Большую часть жизни провела в США.
- Альдона-Сафо, замужем за греческим офицером Ливерионом (ум. 1912).
- Витольд, умер в юности во время землетрясения.
- Мария.

Польский архитектор Марина Минейко (1919—2010) была замужем за родственником и полным тёзкой Зыгмунта Минейко.
Советский учёный-биолог Ксения Гемп (1894—1998) была внучкой Герарда Минейко, двоюродного брата Зыгмунта.

### Увлечения и навыки
Зыгмунт Минейко знал несколько языков (польский, литовский, русский, французский, турецкий, греческий), был хорошим наездником и танцором. Кроме того, он был видным масоном и состоял в масонских ложах Российской империи, Франции (Великий восток Франции), Италии (Великий восток Италии), Греции. На похороны Минейко в Афинах приехали тысячи масонов.

## Награды
- Золотой крест Ордена Спасителя
- Серебряный крест ордена Virtuti Militari V класса
- Крест Храбрых (трижды)[26]
- Почётный гражданин Греции
- Почётный доктор Львовского университета имени Яна Казимира

## Память
Воспоминания Минейко были опубликованы в Польше в 1971 году под названием Z tajgi pod Akropol. Wspomnienia z lat 1848—1866. При публикации мемуары были подвергнуты сокращениям, в том числе цензурным: так, не были напечатаны антирусские высказывания Минейко. В 2017 году вышел перевод воспоминаний на белорусский язык, сделанный с издания 1971 года.
Зыгмут Минейко упоминается в романе Тадеуша Конвицкого «Польский комплекс» (1977).
Именем Минейко названы школа при посольстве Польши в Афинах и улицы в Гродно и Ошмянах.
Внук Зыгмунта Минейко, премьер-министр Греции Андреас Папандреу, по некоторым сведениям, собирался посетить малую родину своего деда, но получил ответ, что Балванишек больше не существует (в действительности деревня была переименована в Зелёный Бор в советское время). Правнук Минейко, премьер-министр Греции Георгиос Папандреу-младший вспоминал о своём польском прадеде в разговоре с польским сенатором Рышардом Бендером.